# Świerczewo (Szczecin)
Świerczewo (do 1945 niem. Schwarzow) – część miasta i osiedle administracyjne Szczecina, będące jednostką pomocniczą miasta, położone w rejonie Zachód.
Według danych z 26 kwietnia 2015 w osiedlu na pobyt stały zameldowanych było 16 034 osób.

## Położenie
Ograniczone jest od północy ul. Witkiewicza, od wschodu torami linii kolejowej do Trzebieży, od południa ul. Ku Słońcu i Cmentarzem Centralnym oraz od zachodu ul. Derdowskiego. Podzielone jest na 4 osiedla: Przyjaźni, Kaliny, Świerczewskie i Świerczewo właściwe, ich granice wyznaczają ulice Santocka i 26 Kwietnia. Główną ulicą jest Ku Słońcu (droga krajowa nr 10) położona wzdłuż granicy Cmentarza Centralnego na pograniczu ze Słowieńskiem.
Komunikację z innymi osiedlami zapewniają 4 linie autobusowe oraz dwie tramwajowe.
Sąsiaduje z:
- osiedlem Pogodno na północy
- osiedlem Turzyn na wschodzie
- osiedlem Gumieńce na południu i zachodzie

## Historia
Świerczewo zostało przyłączone do miasta w 1911 r. Świerczewo właściwe położone w południowo-zachodniej części stanowi jego najstarszy fragment (dawna wieś Schwarzow), pierwsze zabudowania pojawiły się już w XIV wieku. W tej części ma swoją siedzibę kilka firm budowlanych, zakład energetyczny Enea S.A. (dawniej ESSA), oraz jednostka wojskowa. Pierwsze budynki na obecnych osiedlach Kaliny i Świerczewskim wzniesione zostały w okresie międzywojennym natomiast tereny obecnego Osiedla Przyjaźni wykorzystywane były rolniczo. Rozbudowa tych trzech osiedli nastąpiła w latach 70. i 80. XX wieku. Zakupiono wówczas w Leningradzie (obecnie Petersburg) kilka charakterystycznych 8-kondygnacyjnych budynków. Część Osiedla Świerczewskiego położoną pomiędzy bocznicą kolejową od stacji Szczecin Turzyn, a ul. 26 Kwietnia zajmują ogrody działkowe.

## Samorząd mieszkańców
Rada Osiedla Świerczewo liczy 15 członków. W wyborach do rad osiedli 20 maja 2007 roku udział wzięło 296 głosujących, co stanowiło frekwencję na poziomie 1,95%.
Samorząd osiedla Świerczewo został ustanowiony w 1990 roku.

## Zdjęcia

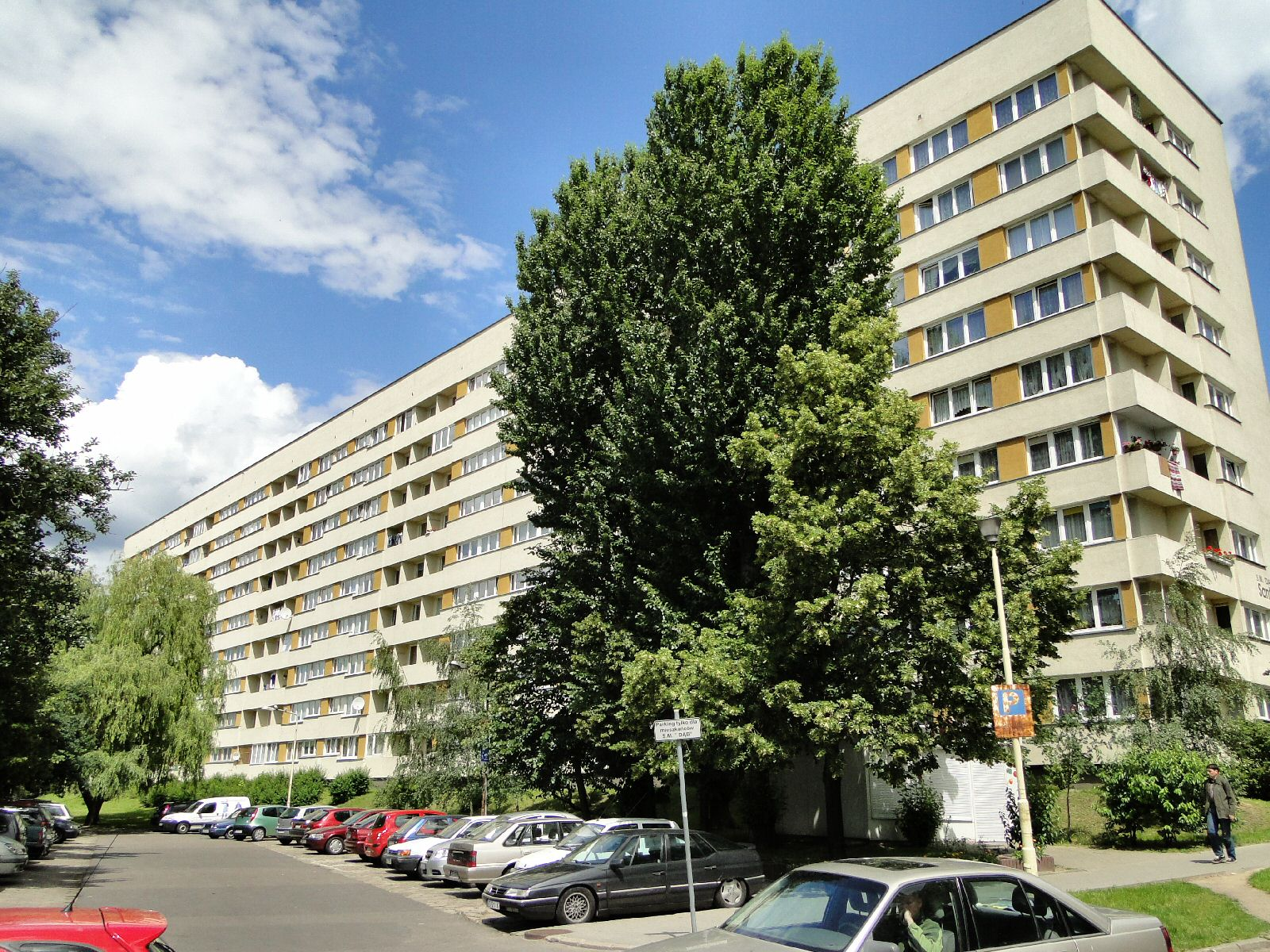
Osiedle Przyjaźni
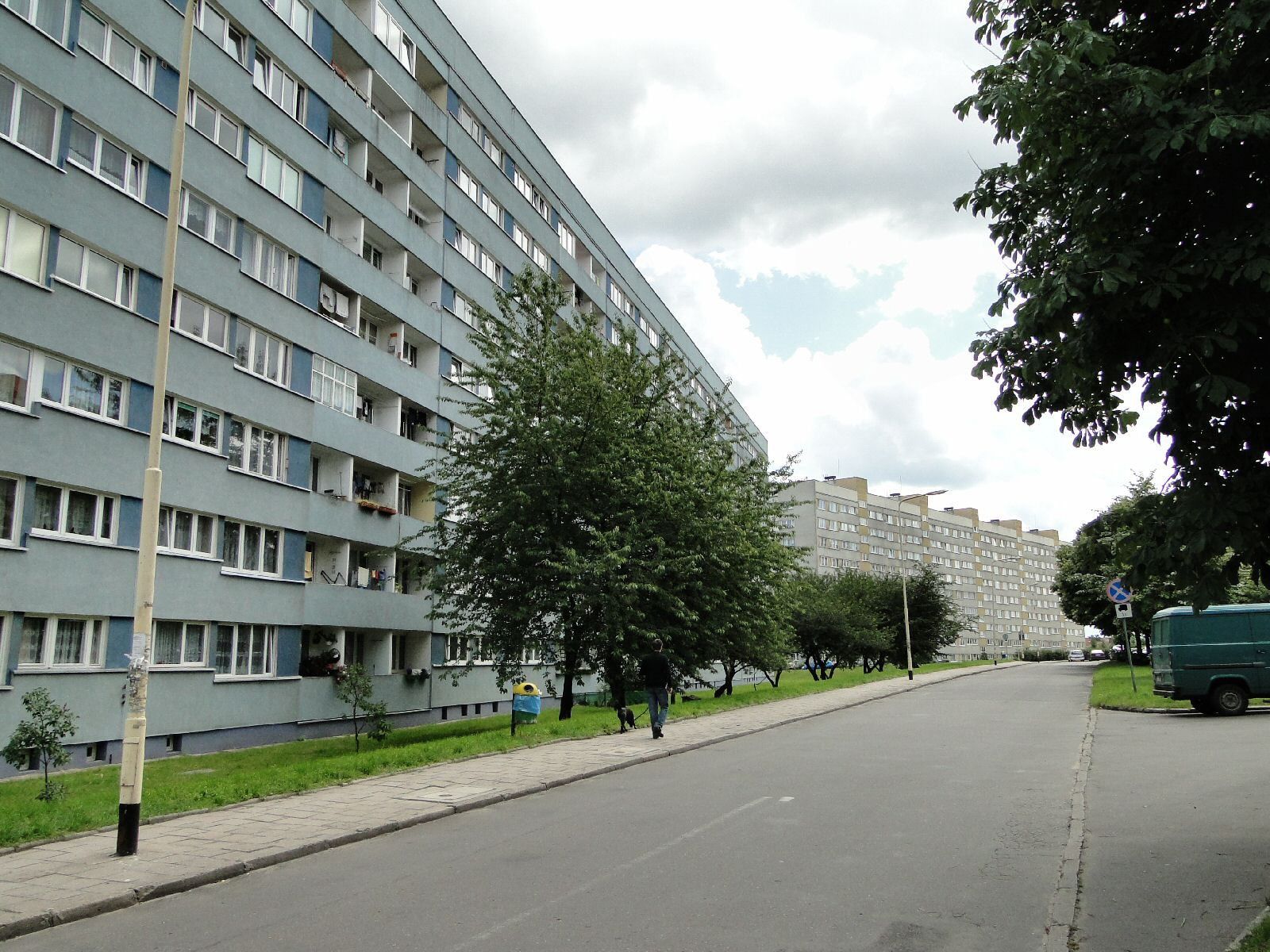
Osiedle Kaliny
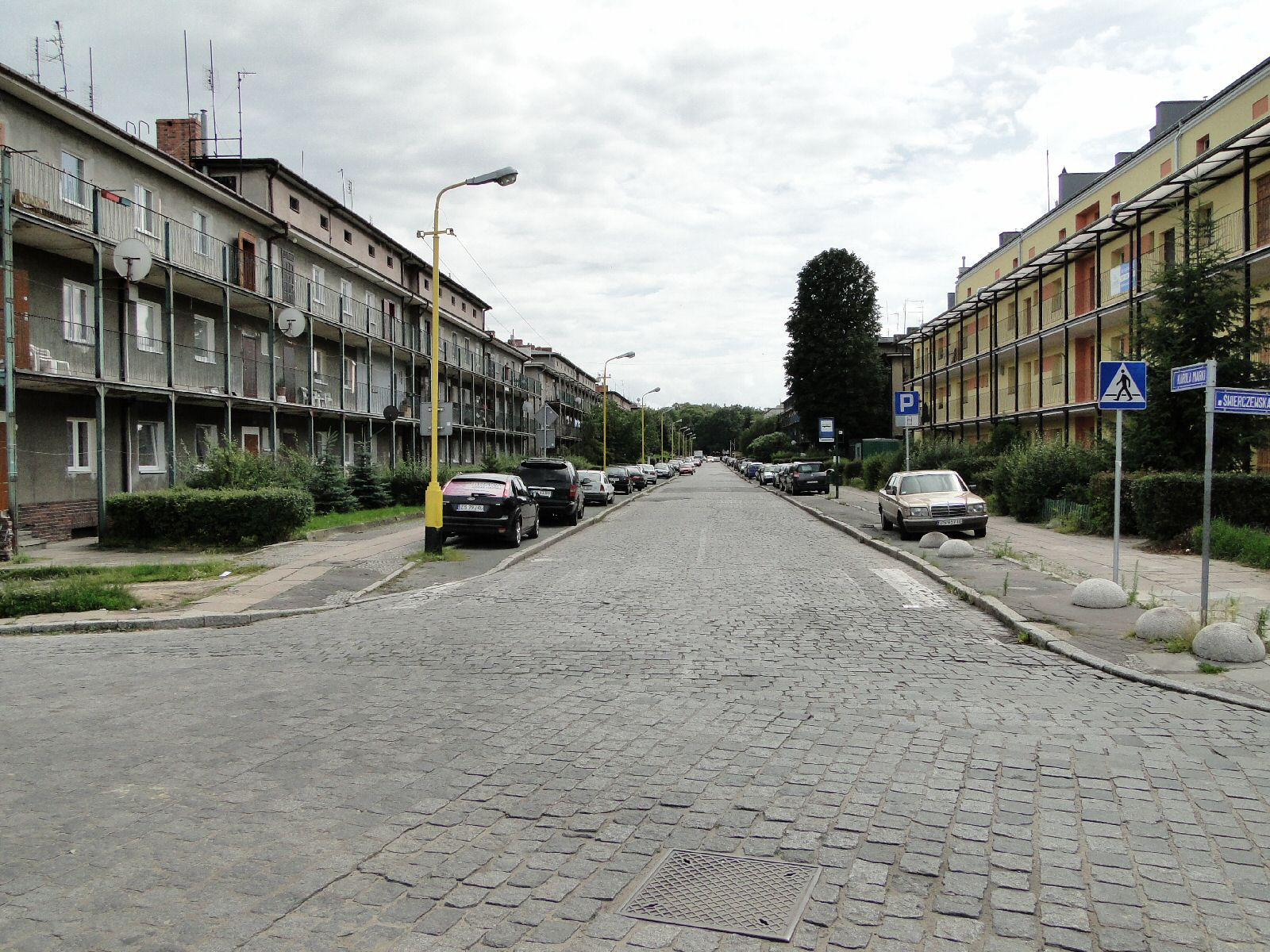
Ul. Karola Miarki
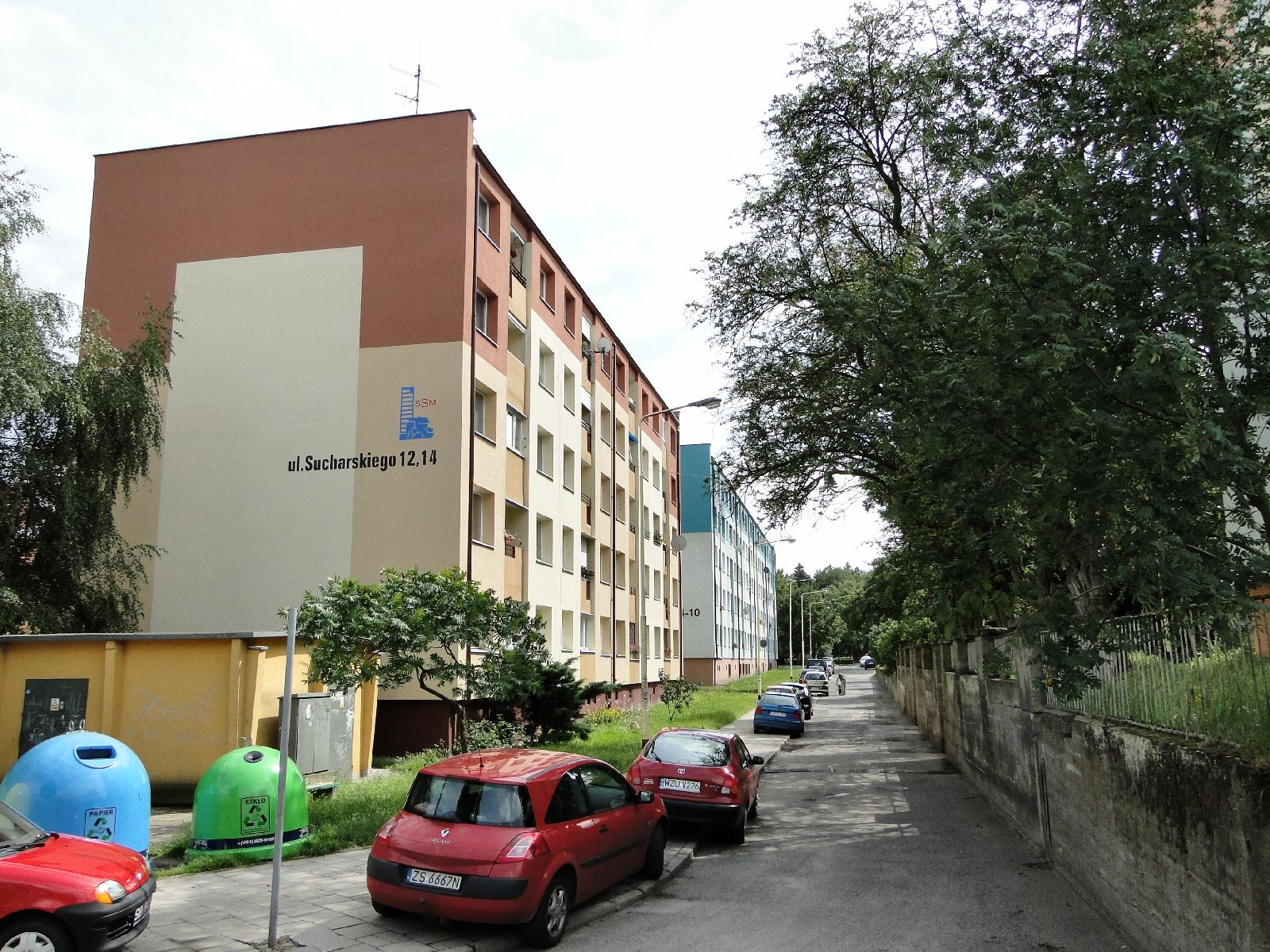
Ul. Sucharskiego
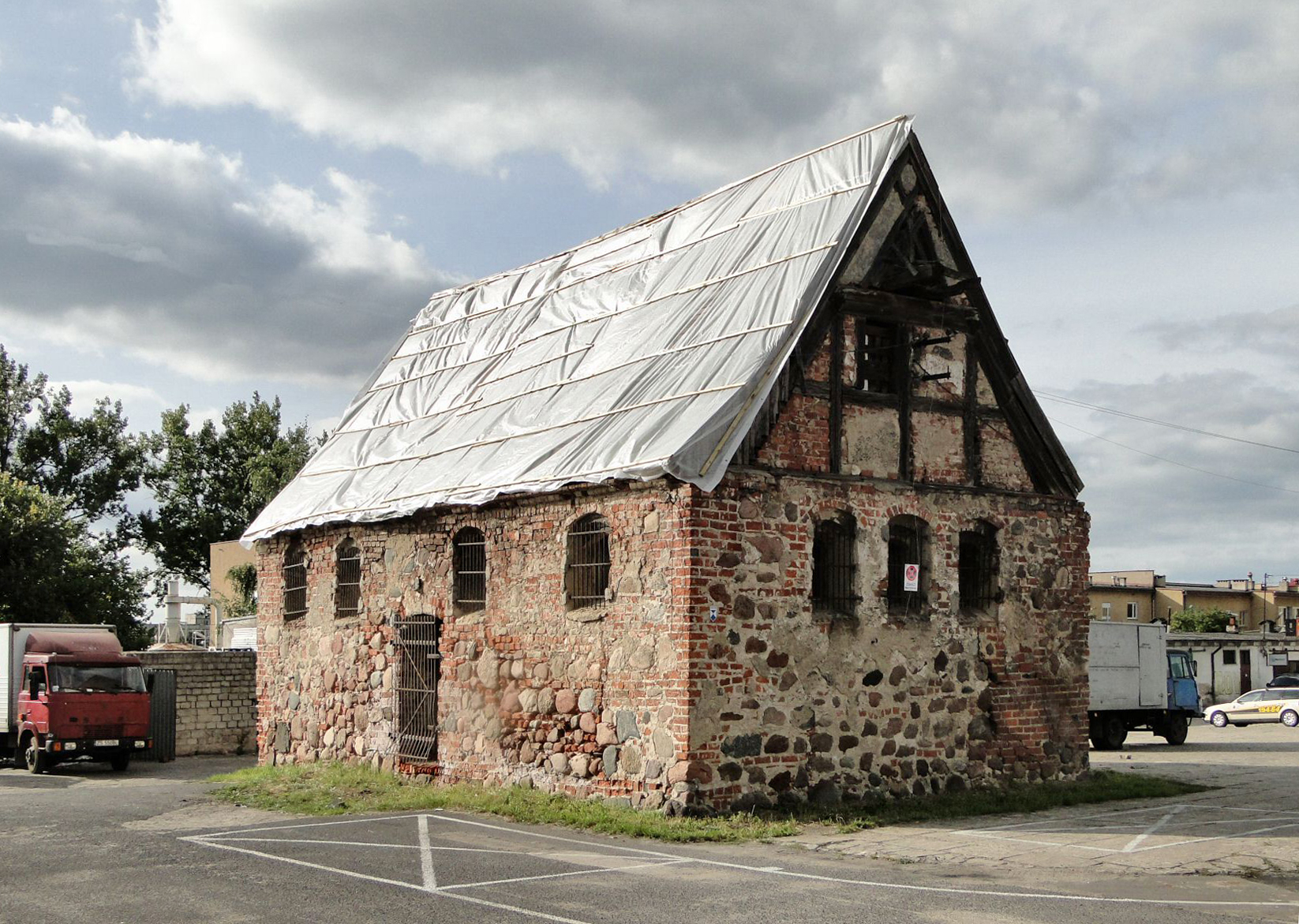
Dawny kościół św. Katarzyny